# Pleyber-Christ

Pleyber-Christ este o comună în departamentul Finistère, Franța. În 1 ianuarie 2022 avea o populație de 3.175 de locuitori.